# Izanagi Online
イザナギオンライン（英: Izanagi Online）は、アソビモ株式会社が開発・運営するフル3DのMMORPG。2013年2月にサービス開始。

## 概要
過去文明が残る荒廃した世界を舞台に、第五大陸最高の忍術使いを目指して各地の任務をこなす、本格オンラインRPG（MMORPG）。
スマホゲームとしては非常に豊富なスキルアクションと美麗なグラフィックが楽しめる。
ゲーム開発には「Unreal Engine 3」を採用し、美しい3Dグラフィックや攻撃の対象を指定しないノンターゲッティング戦闘方式（フリーターゲティング）が採用されたアクション性の高い操作方法などが特徴。
キャラクターデザインには「アフロサムライ」「ニンジャバットマン」などで知られる岡崎能士を起用。
ダークファンタジーな世界観でストーリーを展開している。
開発当初のタイトル名は『Project IZANAGI』だった。
対応言語は、日本語および英語。英語はグローバル版としてアプリが配布されている。

## ストーリー
文明憲章により、厳格な規律が定められている第五大陸。魔物の急激な増殖により、人々の生活領域は圧倒的に狭められていった。かつては裏世界で暗躍していた忍術使いと呼ばれる者たちが、物資の運搬や、要人護衛、魔物討伐などで表舞台での活動を要請された。四天王と呼ばれる最強の忍術使いを頂点に、大陸各地へ派遣される忍術使いたち。遠くの地で、まだ見ぬ魔物との対峙に備え、忍術使いたちは、さらなる修行を積むのだった。

### オルド村襲撃
第一九戦略区域を訪れた忍術使いの主人公は、作戦チームが壊滅的な状態に陥っている状況を目にする。隊員救助を手助けしていたが、奥地にいた強力なゴブリントロルに遭遇。今度は自身が危機的な状況になってしまう。しかしその時、何処からともなく颯爽と現れた謎の忍術使い「マックス」によって一命を取り留め、主人公はそのまま気を失ってしまう。
目を覚ました主人公はオルド村で修行するよう勧められ、様々な人物からの依頼を次々とこなすが、その途中、森の変わり者、トラヴィスの手伝いをしていた主人公は、異変に気付く。オルド村の方角に火の手が上がっていたのだ。

### 街へ向かえ
急いでオルド村へ戻った主人公は、衝撃的な光景を目にする。忍術使いを育てるはずだったオルド村は、魔族たちに襲撃に遭い、村人は全滅。村自体も燃えてしまう。息絶える直前の村長、モリスに託された手紙を持ち、四天王の一人「マヤ」、隠し屋との接触を経て、主人公はオルド村襲撃の原因を探るため、煉瓦壁の街・商業区へ向かう。

### オルド村襲撃の犯人
煉瓦壁の街と呼ばれる第五大陸最大の都市に着いた主人公は、情報屋の「イルマ」から接触を受ける。イルマは、オルド村襲撃と同日に商業区から姿を消した「バージニア」という老婆を探していた。様々な情報を得た主人公は、手がかりの一つとして、スラムの宿でバージニアを襲撃したゴッドリッチ男爵の姿を追うが、男爵は返り討ちに遭い、死亡。古流忍術使いの呪いにより、皮膚が変色した状態で発見される。
主人公は同じくその現場に立ち会わせたマヤから頼まれ、オルド村にあるモリスの墓を訪れ、そこでトラヴィスからオルド村は代々「何か」を封印し、隠し続けていたために襲撃されたという事実を聞かされるのであった。さらに、イルマたちはバージニアが逆に何かを誘き出そうとしていることに気付く。

### 魔族の襲撃
時は過ぎ、魔物に立ち向かう煉瓦壁の街の組織である兵団、特権階級である貴族の手助けをしていた主人公は、鍛冶の街の周辺で魔族が狂暴化しているという情報を受け、調査に向かう。辿り着いた先で、主人公は、鍛冶の街は狂暴化した魔族の襲撃で滅んでおり、さらに、その周辺でも異変が起きていることを知る。調査と鎮圧を進めるうちに、またも魔族の襲撃を受けているという北方砦なる場所の存在を知った主人公は、そこへ向かい、四天王と呼ばれるマックス、マヤ、MB、シェイドの４人との共闘を経て、魔族に勝利するのだった。

### 大和村
北方砦を鎮圧した主人公は、隠し屋からの依頼で「ジョー」と呼ばれる人物を捜索することに。主人公は、ジョーを追ううち、大和村と呼ばれる、もう一人の長老「エドガー」がいる村を偶然訪れるが、ここで実はイルマはエドガーの孫であること、さらに天狗団と呼ばれる忍術協会の文明憲章と相反する、機械を使用する勢力の存在を知らされる。この勢力の鎮圧と、オルド村に隣接する、大昔の遺跡・カタコンベの調査と"番人"の九尾を起こすよう依頼され、主人公はこの依頼をこなすのだが、ここで、実は、オルド村・カタコンベ・大和村の３箇所は、すべてオルド村襲撃の発端となった「破片」が隠されているという事実が明らかになる。主人公は「破片」の守護者である九尾を起こし、天狗団も壊滅させるのであった。

### 異変
天狗団を壊滅させた主人公の下に、またも別の地域で、ゾンビの大量発生なる異変が起きた事が知らされる。当該地域にいる生存者を救助したのちに、大和村に戻った主人公はさらに不気味な町が存在するとの情報を耳にし、そこへ向かう。その町は、灰色の町と呼ばれ、教会の神父を中心に、逆らう者を投獄し、囚人としてこき使う、宗教集団であった。

## アップデート

### 方針
アップデートは上位層をターゲットにしたものが多く、新規コンテンツはやや見送られる傾向にある。
課金キャンペーンやガチャ、有料アイテムの販売タイミングはローテーションが決まっており、こちらは本編とは異なり頻繁に更新が行われているが、本編の更新をおざなりにしているわけではない。
ただし、大型アップデートはややスパンが長く、シナリオ等の追加も1年に1回程度である。近年のシナリオ追加は2月に行われる傾向にある。

### 主要なアップデート
- 2013
  - 10月25日 - アプリリリース。

- 2014
  - 04月28日 - 「水走り」アップデート。レベルキャップ上限が60へ。[4]
  - 10月23日 - 「採取」アップデート。パーティ募集掲示板が出来た。[5]
  - 12月18日 - 「二次職」アップデート。レベルキャップ上限が80へ。[6]

- 2015
  - 07月09日 - 「レイド」アップデート。レベルキャップ上限が85へ。[7]
  - 12月16日 - 「ヘアサロン」アップデート。レベルキャップ上限が90へ。[8]

- 2016
  - 06月14日 - 「デスペナルティ」アップデート。レベルキャップ上限が95へ。[9]
  - 10月19日 - 「彼岸島」アップデート。レベルキャップ上限が105へ。[10]

- 2017
  - 06月28日 - 「魔の山」アップデート。レベルキャップ上限が110へ。[11]

- 2018
  - 11月28日 - 「裏マップ」アップデート。レベルキャップ上限が120へ。[12]

- 2020
  - 2月5日 - 「西平原」アップデート。レベルキャップ上限が130へ。[13]

## システム
この項ではイザナギオンラインのシステム概要を説明する。

### 職業
職業には4種類あり、「アサシン」「メイジ」「ウォリアー」「クレリック」が存在する。
アサシン
- 最もスタンダードで、暗殺者を基にしている職業。
- 特殊アクションは回避で、回数に制限なく敵の攻撃を回避することが出来る。
- スキルバリエーションが豊富で、操作が非常に軽く、スキルの連携がスムーズなので使いやすい。また、全職の中で最大の攻撃速度を誇る。
- デバッグ等、開発での確認作業は、アサシンを中心になされていると見られている。

メイジ
- 2番目にユーザーが多い職業[14]。魔法使いが名前の由来である。
- 特殊アクションはチャージと呼ばれ、スキルを使用すると消費されるEP（他ゲームのMPのようなもの）を一定時間で完全に回復する。
- 序盤でスキル効果の都合上技の順番が限定されるほか、終盤では3つのスキル（瞳術・鬼眼、エナジーコンバート、火遁・フレアボムズ）以外使わなくなるなど、スキル回しは他職に比べかなり固定されている。
- 操作感は、詠唱時間が存在するため、ややもっさりとしており、スキル発動後の硬直も長い傾向にある。
- 瞬間火力は4職中最も高いとされてきたが、攻撃力には職業ごとの制限が設けられていないため、近年ではウォリアーの方が高火力になりつつある（両職の最高火力スキルとされる火遁・フレアボムズと水遁・フルイドレーザーを比較）。

ウォリアー
- いわゆる壁職。4職中最も防御力が高く、中盤以降、クレリックとウォリアーがいるパーティが全滅する事はまずない。
- イザナギオンラインは防御力とLP（LIFE Point）の伸び値が職業ごとに設定されているため、火力に対する防御力が異常に高く、ソロでの総合戦力は最も高いと言って差し支えないだろう。
- スキルは物理攻撃がほとんどであるため、スキル発動後の硬直時間が短く、かなり軽快にスキルを発動することが可能である。
- 特殊アクションはガードで、正面からのダメージを軽減する（軽減率は調査中、後述のバリアよりは多く軽減することが確認されている）。
- 最近ではウォリアーの火力が高くなる要素が多くなったため、壁職なのか火力職なのかよく分からなくなっている。

クレリック
- 回復職。4職のうち、唯一仲間のLPやEPを回復できる職業であり、他プレイヤーの攻撃力にも干渉できるため、パーティの火力を決定する最大要因の一つと言える。
- 特殊アクションはバリアで、一定範囲内にいるパーティメンバーのダメージを7秒間まで半減できるのだが、実際のプレイで使われる事は無い。
- スキルは術攻撃がほとんどのため、操作感は悪い。スキル詠唱中は動かないほか（一つ一つのスキル詠唱時間は短いのだが、パーティプレイでは戦闘場所がほとんど変わらないので一か所に留まってスキルを連発することがほとんど。移動時間が勿体ない。）、使用するスキルと順番がほぼ固定されているため、ゲームプレイは、やや単調になりがちではあるが、工夫次第では難敵にソロで挑むことが出来るのが醍醐味。
- パーティプレイではウォリアーと並んで必須職の一つであるため需要は高いのだが、プレイヤー数はウォリアーとほぼ同数で第4位[15]と、選択者は少ない傾向にある。

### クエスト
クエストには、オルド村襲撃の謎を追う「ストーリークエスト」、その途中でNPCから受注できる「サブクエスト」の2種類が存在する。サブクエストの進行状況はストーリークエストの進行に一切影響しない。クエストの種類は概ね上記の2種類。攻略サイトなどでは、より詳細な分類がなされている。
ストーリークエスト
メインのクエストで、オルド村襲撃の謎を追う。新しいスキルや機能の解放はすべてこちらで行われる。
サブクエスト
メインではないクエスト。
- フリークエスト

各NPCに固有のクエスト。壁外区のジェマのクエスト「あんたにとってはいい話だよ」および、魔の山のイルマのクエスト「あちらの世界へ」の2つを除き、プレイヤーはクエスト報酬以外の恩恵を受ける事はない。兵団ミッションや生産クエストもここに含まれる。
- 中忍試験

レベル50に達した後に受ける試験で、中忍になるために必要。ストーリークエストの補助的な位置づけ。
- 口寄せクエスト

コンテンツの1つ「口寄せ獣」を手に入れるために必要なクエスト。中忍試験と同じく、こちらも必須ではないが、ほとんどすべてのプレイヤーが取り組んでいる。
- イベントクエスト

随時行われるイベントの時に発生する。商業区のNPC『アナベル』や各種イベントNPCから受注可能。

## コミュニティ
公認コミュニティはLobiのみである。主にギルド内の雑談やトレードの募集などに使われている。掲示板やフォーラムは存在せず、運営とのやり取りはメールのみ。こちらも非公開で行われる。かつてはサポートにメールを送った翌日には必ず返信が来ていたが、最近ではメールを送った翌々日の午後に返信がある事がほとんどである。また、メールを送ってから3営業日以内の営業時間に返信されるが、アップデートや不具合修正で立て込んでいる場合など、3営業日目の営業時間が終わってから返信が来ることもある。
そのほかの非公式コミュニティとしては、Discordがグローバル版ユーザー間では主流である。
攻略情報に関しては、攻略wikiで詳しいトピックが扱われている。2ちゃんねるのコミュニティもかつては存在していたが、現在はほとんど息をしておらず、かつてLobiコミュニティを荒らしまわって賑わせた「産廃勢」と呼ばれる2ちゃんねる出身のユーザーもほとんどが引退し、その存在を知る者も希少な存在となった。